# الطوايل (بغداد)
الطوايل منطقة تقع غرب بغداد تتبع قضاء أبي غريب كانت تشتهر سابقاً بتربية الخيول لكنها حالياً تشتهر بوجود الكاولية فيها.